# Vahiny
Vahiny depereti
Genre
Espèce
Vahiny est un genre éteint de dinosaures sauropodes, un titanosaure ayant vécu à Madagascar, à la fin du Crétacé supérieur au Maastrichtien, soit il y a environ entre 72,2 et 66,0 millions d'années.
Une seule espèce est rattachée au genre, Vahiny depereti, décrite en 2014 par Kristina Curry Rogers (d) et Jeffrey Wilson (d).

## Découverte
Vahiny a été identifié à partir d'un seul fragment de boîte crânienne, un basiocciptal référencé FMNH PR 3046. Il provient de la formation géologique de Maevarano du Crétacé supérieur dans le nord-ouest de Madagascar.

## Description
Les traits diagnostiques du crâne de Vahiny concernent les caractéristiques de ses tubercules basaux, processus basiptérygoïdiens, parasphénoïdes et des foramens du nerf crânien. Ce sont ces éléments qui ont conduit à créer une nouvelle espèce à partir de ce spécimen appelé précédemment de façon informelle, le « Taxon B malgache ».

## Paléobiologie
Cette identification d'une nouvelle espèce confirme l'hypothèse ancienne de la présence dans le Crétacé de Madagascar de deux genres distincts de titanosaures. L'autre titanosaure, Rapetosaurus krausei, est très commun avec des centaines d'os découverts, dont des squelettes partiels et des crânes.

## Classification
Les crânes des deux genres malgaches montrent des différences significatives qui indiquent qu'ils ne sont pas étroitement liés. Vahiny est plus semblable à Jainosaurus du Crétacé supérieur de l'Inde. Il partage également des similitudes avec les taxons sud-américains Muyelensaurus et Pitekunsaurus.Vahiny est généralement considéré comme un titanosaure assez basal.
En 2019 cependant, Philip Mannion et ses collègues le placent en groupe frère du genre indien Vahiny à l'intérieur du clade des Lithostrotia. C'est ce que montre leur cladogramme ci -dessous, ainsi que sa proximité avec le clade des Lognkosauria :
- Titanosauria
  - Andesaurus
  - 
    - Ruyangosaurus
    - 
      - 
        - Daxiatitan
        - Xianshanosaurus

      - Lithostrotia
        - Malawisaurus
        - 
          - 
            - Epachthosaurus
            - 
              - 
                - 
                  - Muyelensaurus
                  - Rinconsaurus

                - 
                  - Pitekunsaurus
                  - 
                    - Antarctosaurus
                    - 
                      - Jainosaurus
                      - Vahiny

              - 
                - Normanniasaurus
                - Lognkosauria
                  - Argentinosaurus
                  - Futalognkosaurus
                  - Mendozasaurus
                  - 
                    - Notocolossus
                    - Patagotitan
                    - Puertasaurus

          - 
            - 
              - Nemegtosaurus
              - Tapuiasaurus

            - 
              - 
                - Aeolosaurus
                - Rapetosaurus

              - 
                - Alamosaurus
                - 
                  - Isisaurus
                  - 
                    - Saltasaurus
                    - 
                      - Opisthocoelicaudia
                      - 
                        - Diamantinasaurus
                        - Savannasaurus

## Publication originale
- (en) Kristina Curry Rogers et Jeffrey A. Wilson, « Vahiny depereti, gen. et sp. nov., a new titanosaur (Dinosauria, Sauropoda) from the Upper Cretaceous Maevarano Formation, Madagascar », Journal of Vertebrate Paleontology, SVP et Taylor & Francis, vol. 34, no 3,‎ 16 avril 2014, p. 606-617 (ISSN 0272-4634 et 1937-2809, OCLC 238100068, DOI 10.1080/02724634.2013.822874).